# Баксанський район
Баксанський район (рос. Баксанский район) — муніципальне утворення у Кабардино-Балкарії.

## Адміністративний устрій
Складається із 13 сільських поселень.